# سازمان چریک‌های فدایی خلق ایران (پیرو برنامه هویت)
سازمان چریک‌های فدایی خلق ایران یک حزب سیاسی در ایران و اپوزیسیون جمهوری اسلامی است که علیه این حکومت فعالیت می‌کند. این سازمان در تیر ۱۳۶۲ (۱۹۸۳ میلادی) به دنبال انتشار بیانیه‌ای تحت عنوان «بیانیهٔ اعلام برنامهٔ (هویت) سازمان چریک‌های خلق ایران» با انشعاب از سازمان چریک‌های فدایی خلق ایران (اقلیت) تشکیل شد.
این سازمان در ابتدا سازمان چریک‌های فدایی خلق ایران-پیرو برنامهٔ (هویت) نام داشت و مدتی کوتاه پس از تأسیس با همین نام به شورای ملی مقاومت ایران پیوست، اما از بهمن ۱۳۶۸ پسوند «پیرو برنامهٔ (هویت)» را از نام خود حذف کرد و با همان نام «سازمان چریک‌های فدایی خلق ایران» به فعالیت خود ادامه داد.
ارگان این سازمان نبرد خلق نام دارد که به سردبیری زینت میرهاشمی منتشر می‌شود. همچنین سایت «جُنگ خبر» نیز پایگاه خبری این سازمان محسوب می‌شود.

## انشعاب کمیتهٔ کردستان
در بهار ۱۳۷۰ (۱۹۹۱ میلادی) پس از پایان جنگ خلیج فارس و آغاز خیزش سراسری در عراق و کردستان عراق اعضای کمیتهٔ کردستان سازمان چریک‌های فدایی خلق به رهبری سعید یزدان‌پناه از این سازمان جدا شده و سازمانی به نام اتحاد انقلابیون کردستان را تشکیل دادند. پس از ترور سعید یزدان‌پناه این سازمان دچار انشعاب شد. جناح راست تحت رهبری حسین یزدان‌پناه در سال ۱۳۸۵ حزب آزادی کردستان را تشکیل داد و جناح چپ سازمان با همان نام سابق به فعالیت خود ادامه داد.